# Atacama Large Millimeter/submillimeter Array

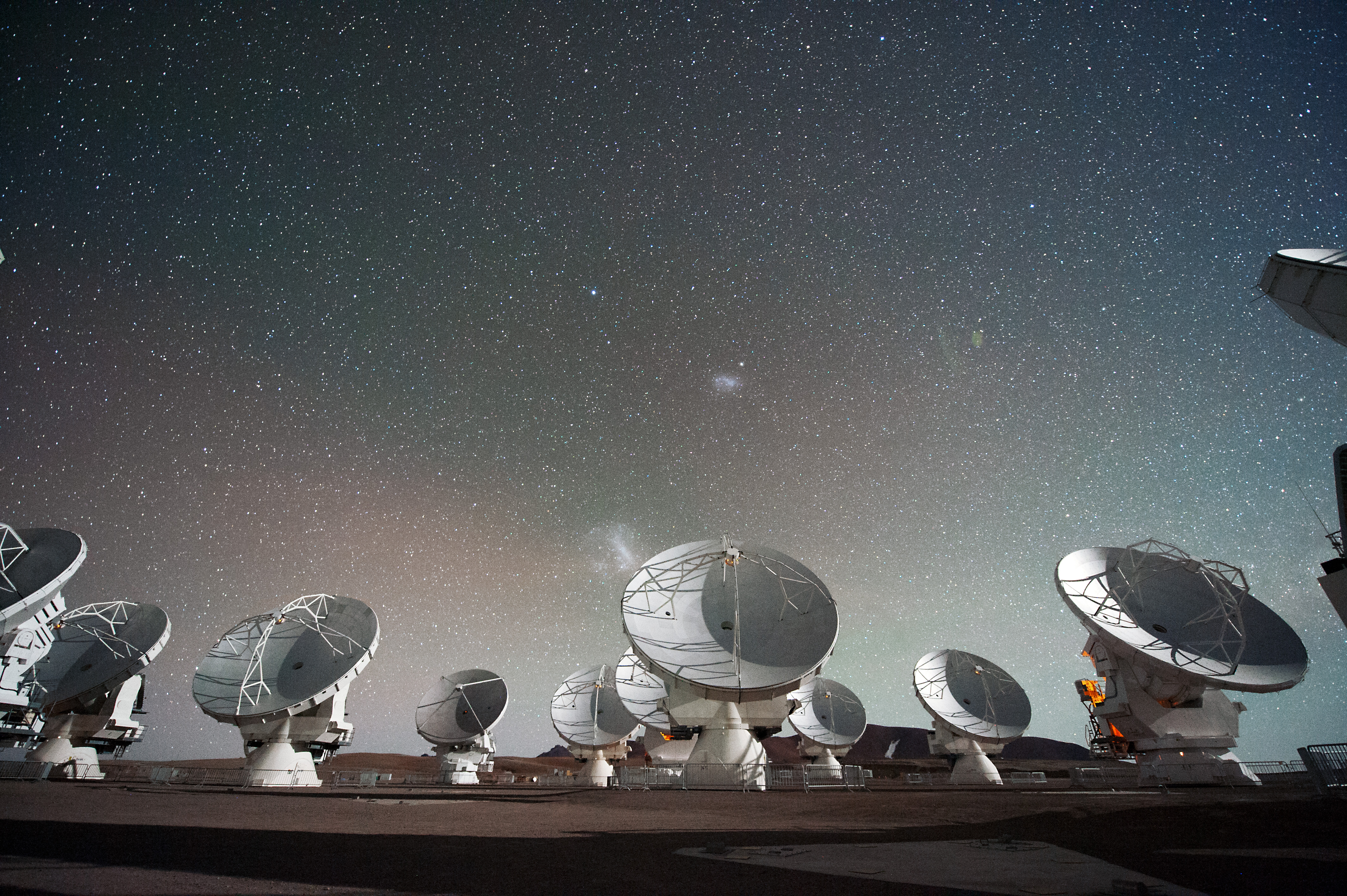
ALMA – fotografiat în timpul nopții, sub Marele Nor al lui Magellan.

Atacama Large Millimeter/submillimeter Array (prescurtat ALMA, care înseamnă suflet în spaniolă) este un radiotelescop interferometric situat la altitudinea de 5100 m, în deșertul Atacama din Chile. El constă dintr-o rețea de 66 de antene (54 cu diametrul de 12 m și 12 cu diamerul de 7 m), care observă în domeniul lungimilor de unde milimetrice și submilimetrice. ALMA va furniza date referitoare la apariția stelelor în Universul timpuriu și imagini detaliate despre formarea stelelor și planetelor.
Prima antenă a fost montată în noiembrie 2009. Radiotelescopul a devenit complet funcțional și a fost inaugurat oficial la 13 martie 2013.
Cu un buget de circa un miliard de euro, ALMA este cel mai mare radiotelescop din lume. El reprezintă un parteneriat între Europa (European Southern Observatory – ESO), SUA (National Radio Astronomy Observatory – NRAO) și Japonia (National Astronomical Observatory of Japan – NAOJ).

## Observații și descoperiri
De la punerea parțială în serviciu, în octombrie 2011, ALMA permite observarea a două galaxii aflate în coliziune, la 70 de milioane de ani lumină, în constelația Corbul.